# Tetyana Hutsu
 (janvier 2024).
Si vous disposez d'ouvrages ou d'articles de référence ou si vous connaissez des sites web de qualité traitant du thème abordé ici, merci de compléter l'article en donnant les références utiles à sa vérifiabilité et en les liant à la section « Notes et références ».
Tetyana Hutsu (russe : Татьяна Гуцу, ukrainien : Тетяна Гуцу, roumain : Таtіаnа Guţu), fréquemment appelée Tatiana Gutsu, née le 5 septembre 1976 à Odessa, est une gymnaste soviétique puis ukrainienne.

## Carrière
Tatiana fait ses débuts en gymnastique artistique à l'âge de 5 ans et est entraînée par Victor Dikki et Tamila Evdokimova. Elle entre dans l'équipe nationale soviétique en 1988 et, la même année, devient membre junior de l'équipe nationale ukrainienne. C'est à cette époque que, lors de la rencontre annuelle URSS - Allemagne de l'Est, elle se fait connaître grâce à son potentiel prometteur.
Ses débuts en compétition de haut niveau sont marqués par les Championnats du monde de 1991 où elle est la seconde Soviétique la mieux classée. Elle se qualifie ensuite pour les Jeux olympiques de Barcelone en 1992. Elle est d'abord éliminée du concours général individuel, mais son entraîneur lui permet de rejoindre à nouveau le concours général. Tatiana gagne la médaille d'or à la suite du départ d'une camarade qui avait réussi les qualifications avant elle.
Elle prend sa retraite peu après.

## Palmarès

### Jeux olympiques
- Barcelone 1992
  -  Médaille d'or par équipes
  -  Médaille d'or au concours général individuel
  -  Médaille d'argent aux barres asymétriques
  -  Médaille de bronze au sol

### Championnats du monde
- Indianapolis 1991
  -  Médaille d'or par équipes
  - 5e du concours général individuel
  -  Médaille d'argent aux barres asymétriques
  -  Médaille d'argent à la poutre

### Championnats d'Europe
- Nantes 1992
  -  Médaille d'or au concours général individuel
  -  Médaille d'or au saut de cheval
  -  Médaille d'or aux barres asymétriques
  -  Médaille d'argent à la poutre
  -  Médaille de bronze au sol